# Erich Tarkpea
Erich Tarkpea (ur. 6 listopada 1904 w miejscowości Auderi w ówczesnej guberni inflanckiej, zm. 17 maja 1978 w Tallinnie) – estoński polityk komunistyczny.

## Życiorys
W 1922 wstąpił do Komunistycznej Partii Estonii (KPE). W 1924 został aresztowany, w 1931 zwolniony, prowadził podziemną działalność komunistyczną w Tartu. W 1934 został ponownie aresztowany i w 1935 zwolniony, od 25 lipca 1940 był zaangażowany w prace Centrum Organizacyjnego Komunistycznego Związku Młodzieży Estonii, a od sierpnia 1940 do lutego 1941 był I sekretarzem tego związku. Jednocześnie od 12 września 1940 do 5 lutego 1941 wchodził w skład Biura Politycznego KC KPE/Komunistycznej Partii (bolszewików) Estonii, w 1941 został pracownikiem politycznym Armii Czerwonej, dosłużył się stopnia komisarza batalionowego. Był deputowanym do Rady Najwyższej ZSRR 1 kadencji. Od 1946 pracował w administracji państwowej, od czerwca 1952 do 1953 był sekretarzem Komitetu Wykonawczego Rady Obwodowej Parnu, później pełnił funkcję m.in. szefa Departamentu Kadr Ministerstwa Kultury Estońskiej SRR, w 1970 przeszedł na emeryturę. Był odznaczony Orderem Czerwonego Sztandaru.